# Plutôt guitare
Albums de Maxime Le Forestier
L'Écho des étoiles
(2000) Longbox - Maxime Le Forestier
(2004)
Plutôt guitare est un enregistrement public de Maxime Le Forestier, enregistré au Studio Davout, le 30 mars 2002 et sorti en 2002. Il s'agit d'un concert acoustique avec des accompagnements uniquement à la guitare.
Deux éditions de cet album existent : un CD (19 titres) ou deux CD (28 titres).
Un enregistrement vidéo en DVD (28 titres) est également disponible.

## Guitaristes
- Maxime Le Forestier
- Manu Galvin
- Michel Haumont
- Jean-Félix Lalanne

## Listes des chansons - Version double CD ou DVD
| 1.  | Les Chevaux rebelles   |  |
| 2.  | Chienne d'idée         |  |
| 3.  | Bille de verre         |  |
| 4.  | Rue Darwin             |  |
| 5.  | Comme un arbre         |  |
| 6.  | La Visite              |  |
| 7.  | Portrait de fille      |  |
| 8.  | Les Mots et les Gestes |  |
| 9.  | Éducation sentimentale |  |
| 10. | Fontenay-aux-Roses     |  |
| 11. | Quitter l'enfance      |  |
| 12. | La Rouille             |  |
| 13. | Les Deux Mains prises  |  |

| 1.  | La Guitare à Paul            |  |
| 2.  | J'aurai ta peau              |  |
| 3.  | Choisissez-moi               |  |
| 4.  | L'Oncle Tom                  |  |
| 5.  | Affaire d'état               |  |
| 6.  | Ambalaba                     |  |
| 7.  | L'Écho des étoiles           |  |
| 8.  | Les Jours meilleurs          |  |
| 9.  | La Chanson du jongleur       |  |
| 10. | Passer ma route              |  |
| 11. | Né quelque part              |  |
| 12. | L'Homme au bouquet de fleurs |  |
| 13. | La Petite Fugue              |  |
| 14. | San Francisco                |  |
| 15. | Mon frère                    |  |

## Titres bonus du DVD ("privées de concert")
| 1. | Raymonde           |  |
| 2. | J'ai eu 30 ans     |  |
| 3. | Les Signes         |  |
| 4. | Histoire de plante |  |

## Listes des chansons - Version simple CD
| 1.  | Les Chevaux rebelles         |  |
| 2.  | Chienne d'idée               |  |
| 3.  | Bille de verre               |  |
| 4.  | Comme un arbre               |  |
| 5.  | Portrait de fille            |  |
| 6.  | Éducation sentimentale       |  |
| 7.  | Fontenay-aux-Roses           |  |
| 8.  | Quitter l'enfance            |  |
| 9.  | La Rouille                   |  |
| 10. | Ambalaba                     |  |
| 11. | L'Echo Des Etoiles           |  |
| 12. | Les Jours Meilleurs          |  |
| 13. | La Chanson Du Jongleur       |  |
| 14. | Passer Ma Route              |  |
| 15. | Né Quelque Part              |  |
| 16. | L'Homme Au Bouquet De Fleurs |  |
| 17. | La Petite Fugue              |  |
| 18. | San Francisco                |  |
| 19. | Mon Frère                    |  |